# Parafia św. Wojciecha w Gorzowie Wielkopolskim
Parafia św. Wojciecha w Gorzowie Wielkopolskim – rzymskokatolicka parafia, położona w dekanacie Gorzów Wielkopolski – Trójcy Świętej, diecezji zielonogórsko-gorzowskiej, metropolii szczecińsko-kamieńskiej w Polsce, erygowana 2 czerwca 1983. W parafii posługują księża diecezjalni.

## Proboszczowie
- ks. prał. Andrzej Szkudlarek (1983 – zm. 2023)[1]
- ks. kan. Zbigniew Samociak (od 1 października 2023)